# Estación Arakawa-Yūenchimae
La  estación Arakawa-Yuenchi-mae (荒川遊園地前停留場 Arakawa-Yūenchi-mae-teiryūjō?) de la línea Toden Arakawa, pertenece al único sistema de tranvías de la empresa estatal Toei, y está ubicada en el barrio especial de Arakawa, en la prefectura de Tokio, Japón.

## Otros servicios
- Estación del parque de diversiones de Arakawa (Línea Mizube Tokio)
- Estación Oku (línea Utsunomiya, línea Takasaki y línea Tōhoku (principal))

## Sitios de interés
- Parque de diversiones de Arakawa
- Río Sumida